# Open de Dayton
L'Open de Dayton est un tournoi de squash qui se tient à Dayton aux États-Unis. Il fait partie du PSA World Tour. 
La première édition se tient en 2002 et la dernière édition en 2012. 
Lors de sa première édition, l'Open de Dayton est un tournoi de catégorie 1 star avec un prix de 10 000 dollars. En 2004, le tournoi passe au niveau 4 Star avec 40 000 dollars et reste dans cette catégorie pendant trois ans. En 2007 et 2008, il appartient à la catégorie 5 star et après la pause de 2009 et 2010, il est un tournoi de la catégorie International 25 en 2011 et un tournoi de la catégorie International 35 en 2012.
Aucun joueur n'a réussi à remporter le tournoi plus d'une fois, même si quatre joueurs au total ont atteint la finale à deux reprises. 

## Palmarès
| Année | Champion           | Finaliste          | Score en finale                  |
| ----- | ------------------ | ------------------ | -------------------------------- |
| 2012  | Borja Golán        | Alister Walker     | 11-5, 11-6, 11-6                 |
| 2011  | Alister Walker     | Yasir Butt         | 11-4, 14-12, 11-4                |
| 2010  | Pas de compétition | Pas de compétition | Pas de compétition               |
| 2009  | Pas de compétition | Pas de compétition | Pas de compétition               |
| 2008  | Thierry Lincou     | David Palmer       | 17-15, 7-11, 11-8, 6-11, 11-7    |
| 2007  | Ramy Ashour        | John White         | 8-11, 7-11, 11-6, 12-10, 11-2    |
| 2006  | John White         | Ramy Ashour        | 11-5, 11-3, 11-6                 |
| 2005  | Peter Nicol        | Amr Shabana        | 11-6, 13-11, 11-2,               |
| 2004  | Karim Darwish      | Mohammed Abbas     | 15-12, 15-5, 15-12               |
| 2003  | Anthony Ricketts   | Thierry Lincou     | 15-12, 12-15, 11-15, 15-7, 15-11 |
| 2002  | Grégory Gaultier   | Tim Garner         | 15-5, 15-10, 15-10               |